# Plica semilunaris

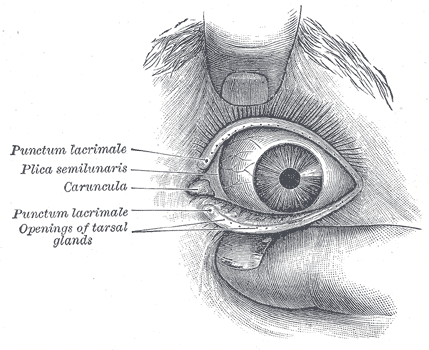
Ojo izquierdo con los párpados abiertos para mostrar el canthus. La plica semilunaris se encuentra etiquetada al centro a la izquierda.)

La plica semilunaris es un pliegue pequeño de la conjuntiva bulbar en el canto interno del ojo. Funciona durante el movimiento de los ojos, ayudando a mantener el drenaje lagrimal a través del saco lagrimal, y permitiendo una mayor rotación del globo ocular, ya que sin la plica la conjuntiva se uniría directamente al globo ocular, restringiendo el movimiento. Se trata de un vestigio remanente de la membrana nictitante (el "tercer párpado") que se dibuja a través del ojo de la protección, y está presente en otros animales como aves, reptiles y peces, pero es poco frecuente en los mamíferos, en los que se encuentran principalmente en los monotremas y en los marsupiales. Sus músculos asociados también son vestigiales. No se encuentra fijado, por lo tanto los movimientos oculares no están restringidos por ella. Sólo se sabe de una especie de primates, el arctocebus calabarensis, en el que tiene este órgano con pleno funcionamiento como membrana nictitante.
Con las alergias oculares, la carúncula ocular y la plica semilunaris se pueden inflamar y puede producirse picor debido a la liberación de histamina en el tejido y en la película lagrimal.